# سیارک ۱۲۵۷۴
سیارک ۱۲۵۷۴ (به انگلیسی: 12574 LONEOS، نامگذاری:1999RT) دوازده هزار و پانصد و هفتاد و چهارمین سیارک کشف شده‌است که در ۴ سپتامبر ۱۹۹۹ کشف شد.
قدر مطلق سیارک برابر ۱۲٫۹۰ است.